# Verknüpfungspunkt

Verknüpfungspunkt zwischen zwei verschiedenen Verkehrsmitteln (Schemaskizze nach Pousttchi)

Ein Verknüpfungspunkt ist ein Knotenpunkt im Verkehrsnetz, an dem ein Übergang zwischen Fahrzeugen eines Verkehrssystems oder zweier verschiedener Verkehrssysteme erfolgt. So handelt es sich beispielsweise bei einem Flughafen um einen (systemübergreifenden) Verknüpfungspunkt, da hier ein Umsteigen zwischen Pkw und Flugzeug möglich ist.
Zielsetzung der Verkehrsplanung ist es, Verknüpfungspunkte so zu gestalten, dass eine optimale Integration des Gesamtverkehrssystems mit möglichst geringen Widerständen (in der Regel geringe Umsteigezeiten und kurze Umsteigewege) für Benutzer und Betreiber entsteht.

## Unterscheidung
Es wird zwischen folgenden Verknüpfungspunkten unterschieden:
- systeminternen Verknüpfungspunkten (beispielsweise Mitfahrerparkplätze)
- systemübergreifenden Verknüpfungspunkten (beispielsweise Bahnhöfe mit P+R-Parkplatz)
- Bushaltestellen werden in der Fachsprache auch als ÖV-Verknüpfungspunkte bezeichnet